# Sako

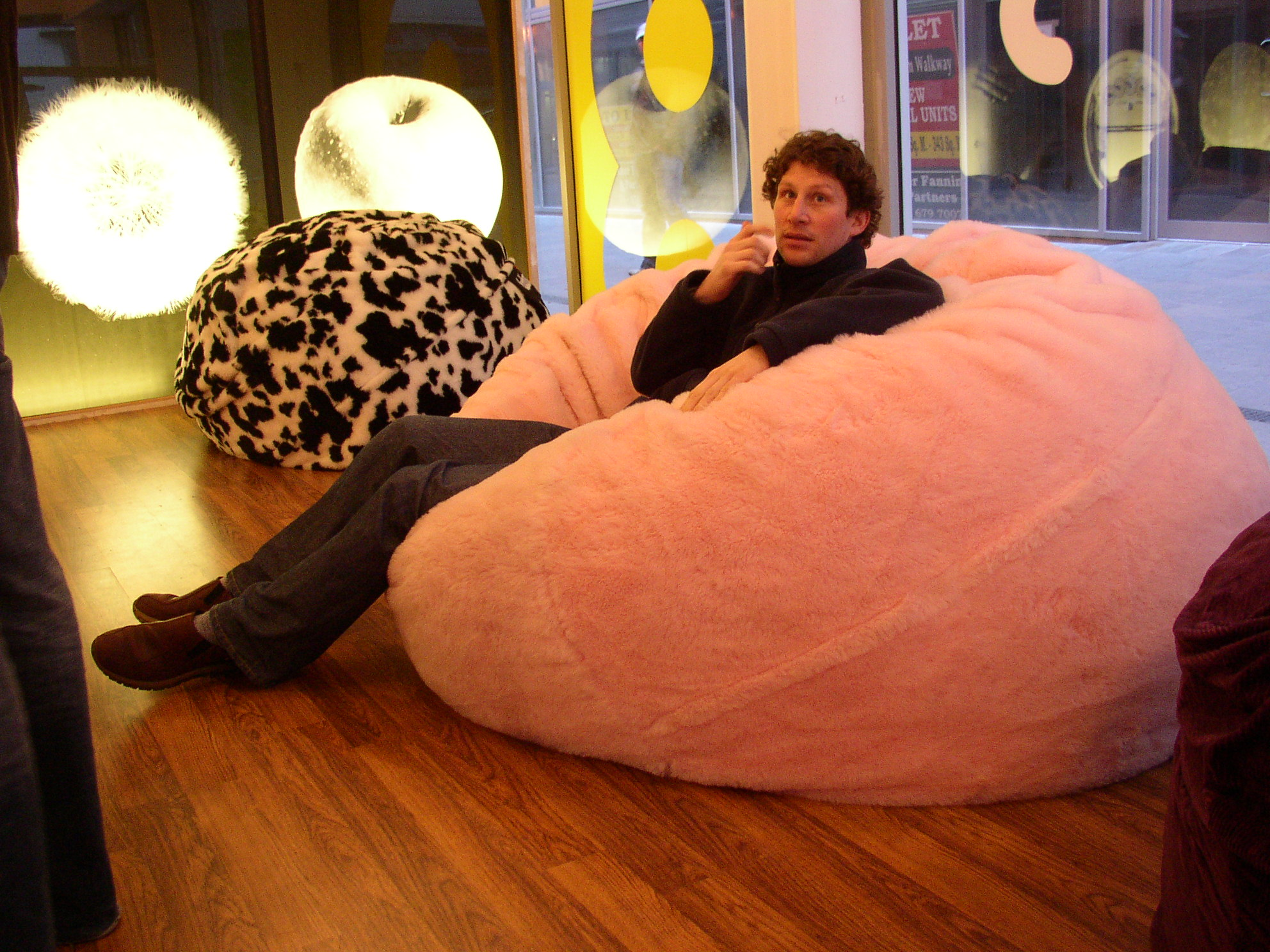
Mężczyzna siedzący na worku sako

Sako – siedzisko w postaci worka wypełnionego kulkami z polistyrenu. Jego cechą charakterystyczną jest to, że dopasowuje się do kształtu ciała.
Mebel został stworzony w 1968 roku przez trzech włoskich projektantów: Piero Gattiego, Cesare'a Paoliniego i Franco Teodoro. Zainspirowali się oni workami na liście i nazwali swój projekt Sacco (wł. worek). Następnie zaprezentowali go firmie Zanotta, która w kolejnym roku wprowadziła go na rynek. Sako według oryginalnego projektu znajduje się na ekspozycjach m.in. w Museum of Modern Art w Nowym Jorku i Centrum Pompidou w Paryżu jako ikona modernistycznego designu.
Worki sako bywają również wykorzystywane na salach porodowych jako element wspomagający porody wertykalne.

## Galeria

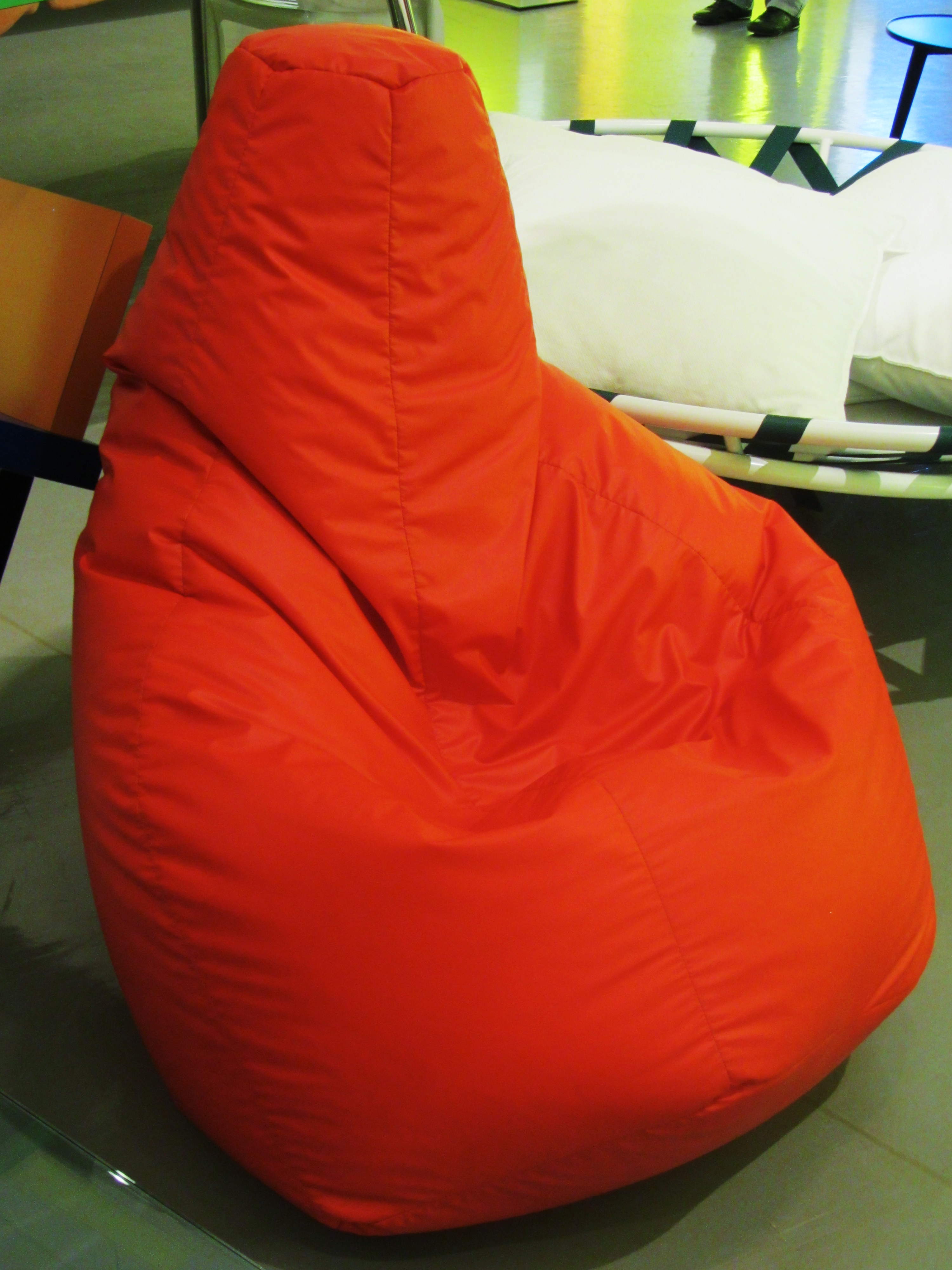
Sako według oryginalnego projektu
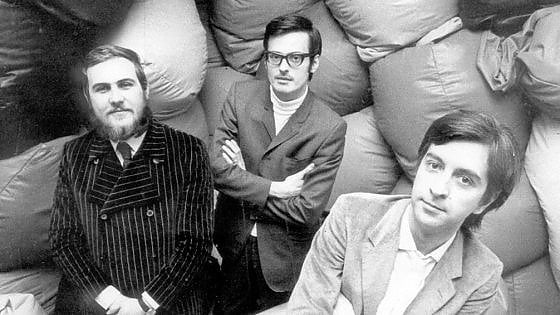
Piero Gatti, Cesare Paolini, Franco Teodoro
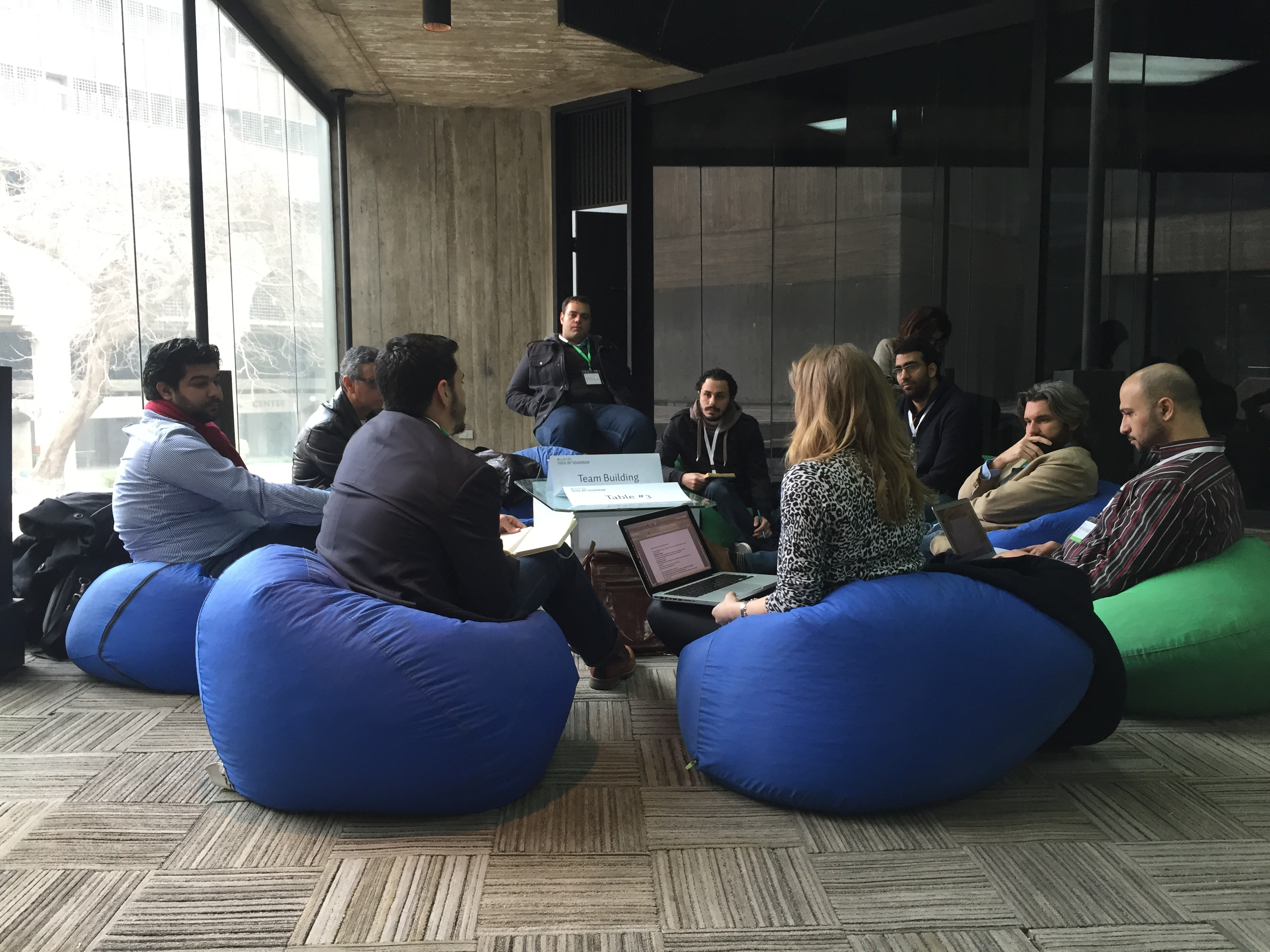
Wykorzystanie worków w biurze